# Ani DiFranco (album)
Ani DiFranco è l'album di debutto dell'omonima cantante, pubblicato nel 1990 all'età di 19 anni, con la sua casa discografica indipendente Righteous Babe Records

## Il disco
Il disco contiene 12 canzoni, selezionate tra un centinaio di pezzi che la DiFranco aveva composto tra i 14 e i 19 anni. Nonostante la giovane età, Ani DiFranco ha già alle spalle più di 10 anni di esperienza, maturata grazie a numerosissimi live set in svariati locali del nord America, e il suo primo disco raccoglie i frutti della passione e dell'abnegazione che la DiFranco dimostra nei confronti della musica.
Il suo personalissimo approccio al folk la porta a creare un disco per sola voce e chitarra, una dozzina di canzoni che già preannunciano quello che sarà il filo conduttore tematico dei suoi lavori successivi, ovvero l'abile fusione di esperienza personale e denuncia sociale.
Materia delle sue canzoni è quindi la sua vita, in tutte le sue sfaccettature ("I wonder what you look like / under your t-shirt / I wonder what you sound like / when you're not wearing words" - Work your way out), e l'approfondimento di tematiche sociali, soprattutto il femminismo ("In a man's world I am / a woman by birth / and after 19 times around I have found / they will stop at nothing / once they know what you are worth" - Talk to me now).

## Tracce
1. Both Hands - 3:38
2. Talk to me now - 4:29
3. The Slant - 1:36
4. Work Your Way Out - 4:08
5. Dog Coffee - 2:56
6. Lost Woman Song - 4:50
7. Pale Purple - 4:02
8. Rush Hour - 5:03
9. Fire Door - 2:42
10. The Story - 3:30
11. Every Angle - 2:44
12. Out of Habit - 2:45
13. Letting the Telephone Ring - 4:30 (1992, inserita nella versione rimasterizzata del 1997 per il mercato europeo dalla Cooking Vinyl)